# 魏国

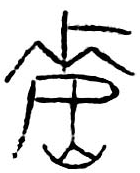
魏國國號正寫

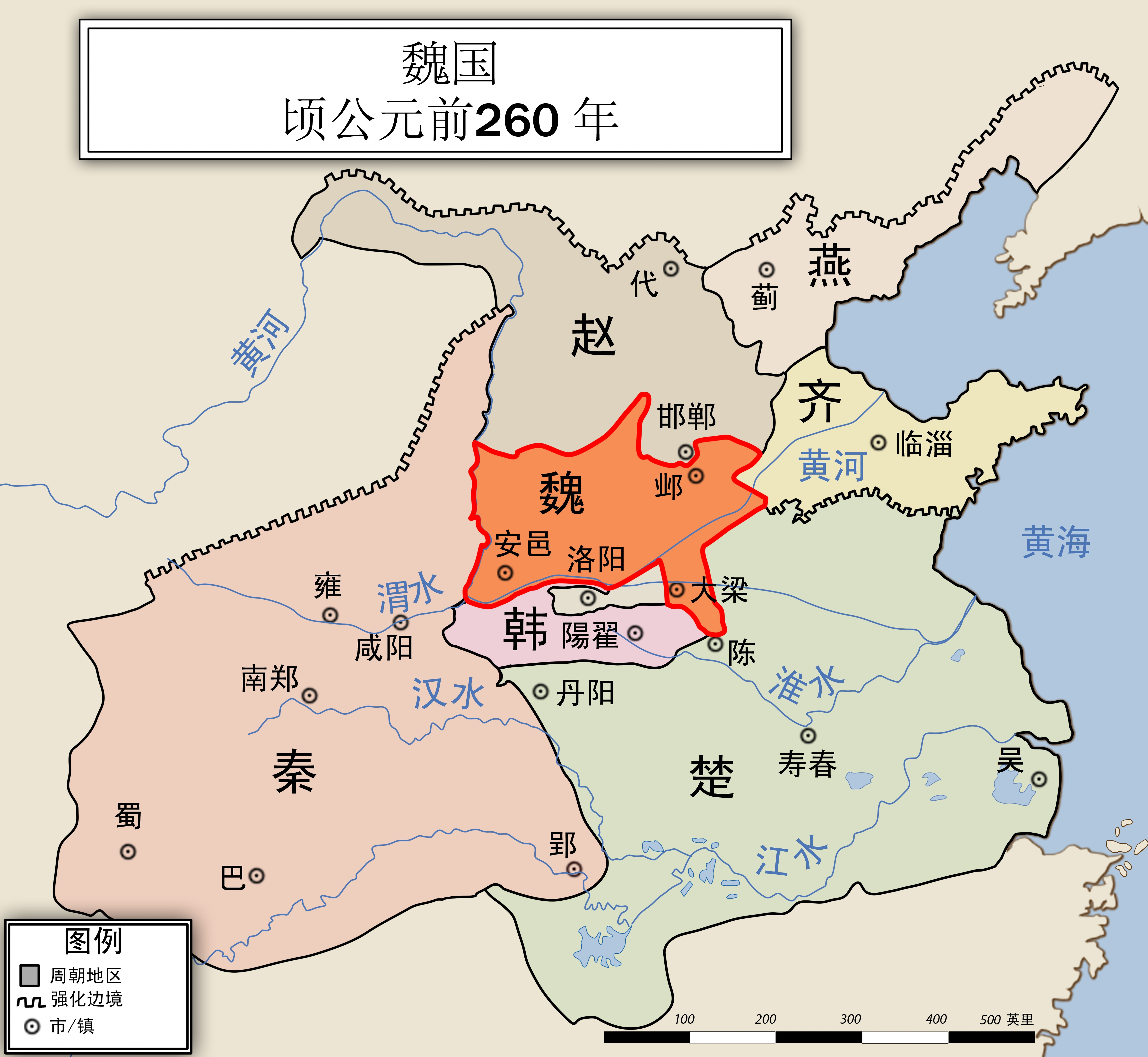
戰國版圖，魏國位於黃河流域一帶。

魏国，自名為，是中国战国时期的诸侯国，属战国七雄之一。姬姓，魏氏。自前403年魏文侯被周威烈王册封为侯、前344年称王、至前225年为秦国所灭，一共一百七十九年。它的领土约包括现时山西南部、河南北部和陕西、河北的部分地区。当时它西邻秦国，东隔淮水、颍水与齐国和宋国相邻，西南与韩国、南面有鸿沟与楚国接壤，北面则有赵国。魏国始都安邑（今山西省夏县境内），公元前364年（或公元前361年、341、339年）魏侯罌（後稱魏惠王）从安邑遷都到大梁（今河南開封）。
但有学者考证公元前430年魏斯（後稱魏文侯）就已經把首都从安邑迁至洹水（今河北魏县），所以魏侯罌是由魏縣而迁都大梁。

## 历史

### 起源
魏国的先祖是周文王之子毕公高，周武王牧野東征之后，他被封在毕，后代于是就以畢姓为氏。毕国亡国后，毕公高的后代毕万逃到晋国，为晋献公作大夫，出征居车右，立有战功，被封到魏（魏城，即今山西省芮城县的古魏城遗址），立为“魏氏”。日后逐渐发展为晋国六卿之一。晋献公死后，四子争位，是时毕万之子魏犨随公子重耳流亡在外。十九年后，重耳返国立为晋文公，而令魏犨为大夫，是为魏武子，魏渐强。春秋末年，晉國正卿知伯率魏桓子與韓康子攻擊赵襄子，赵襄子受困良久，最後說服韩、魏倒戈，共灭知伯，是為三家滅知，並瓜分其所有領地，從此晉國赵、魏、韩三卿獨霸。

### 建国
公元前403年，晉國的魏斯、趙籍、韓虔三大夫，獲得周朝官方承認，被周威烈王封為諸侯，脫離晉國，並將晋国領地瓜分，晋只剩絳城與曲沃兩處，史称“韩赵魏三家分晋”。周安王二十六年（前376年）魏、韓、趙共廢晋静公為家人而分其地。

### 崛起
魏國的國力在頭兩位君主魏文侯及魏武侯之時達至頂峰。魏文侯尊子夏、田子方、段干木为师，命乐羊为将攻取中山国，西门豹为邺令開鑿漳水十二渠，又任用李悝进行变法，“尽地力之教”，巩固经济。李悝还撰写中国古代第一部成文法典《法经》，但今天现仅存篇目，内容已经失传。前413年至公元前409年，魏国连年进攻秦国，夺取河西之地，秦国被迫退守洛水以西，魏國在此設立西河郡，吴起为西河郡守（見河西之戰）。公元前408年魏国向趙國借道攻取中山国，于前406年消滅。公元前405年至公元前404年，魏国联合赵国、韩国救援田會，进攻齐国，掠入齐长城，俘虜齐康公。公元前400年和公元前391年，三晋联军又多次击败楚国，奪取不少土地。魏国盛极一时。

### 衰落
戰國中期，魏國仍然强大，但是齊國、秦國等國的崛起對其形成威脅。到第三位君主魏惠王魏罃即位時，主要集中於經濟發展，包括在黃河開發鴻溝灌溉；但與此同時，魏國的國力卻正慢慢的消退；有学者认为魏国的衰落是从前364年魏惠王迁都大梁开始的，由於這段時期的魏國不斷東侵，其在東方的優勢在一系列戰爭中多次受挫，在公元前353年的桂陵之戰和公元前341年的馬陵之戰中兩敗於齊國。然而，公元前343年魏惠王召集逢澤之會，率諸侯朝見周天子顯王扁，仍具有相當威望。公元前330年，魏惠王後五年，在西方，經過商鞅變法從而逐漸强盛起來的秦國奪取河西地區（一個位於現在陝西東部與山西邊界，黄河西岸的畜牧和戰略要地），首都安邑（山西夏縣）完全暴露，只好把都城遷都大梁（河南開封東南），從此又稱為梁國，此後更是不斷受到秦國的侵略。公元前334年魏惠王與齊威王相互稱王。

### 合纵
公元前323年，魏國犀首之官公孫衍發起魏、趙、韓、燕、中山五國相王，以求合縱反秦，結果失敗。在公元前293年的伊阙之战中，秦军击败魏国和韩国联军，两国此后再也没有力量单独向秦国发起挑战。之後由於秦國不斷的壓迫，局势越来越严峻。這時，封爵為信陵君的公子無忌出現，信陵君是魏安禧王之弟，信陵君於公元前257年施計奪取了魏國軍隊，協助趙國抗秦，因而趙國得以不亡，不過由於奪取兵權之事，信陵君因而留在趙國，不敢返回魏國。在秦將蒙驁侵略魏國時，魏安禧王在國難之中拜信陵君為上將軍，於公元前247年與其他五國聯軍抗秦，大敗蒙驁，但戰後魏王對信陵君開始猜疑，更兼秦人使用反間計，使魏王與信陵君失和。於是信陵君終日借酒澆愁，並含屈而終。信陵君死後，魏國無力抗秦，國土被秦國慢慢侵夺。

### 灭亡
秦王政即位後，對魏國的壓力不斷加大。於公元前225年，秦國將軍王賁用水計攻破大梁，魏國滅亡。

## 君主列表

### 魏氏領袖
| 稱號                              | 姓名                           | 在位年數 | 在位年份            | 関係                                        |
| --------------------------------- | ------------------------------ | -------- | ------------------- | ------------------------------------------- |
|                                   | 毕万                           |          |                     |                                             |
|                                   | 芒季                           |          |                     | 畢萬之子                                    |
| 魏武子                            | 魏犨 《世本》名魏州            |          | ？─前594年以後      | 畢萬之孫、芒季之子 《史記》誤作畢萬之子     |
| 魏悼子                            | 名字已失考                     |          |                     | 魏犨之子                                    |
| 魏昭子 《世本》《左傳》作魏莊子   | 魏絳                           |          | ？─前550年以後      | 《春秋人譜》云魏犨之子 《史記》誤作魏顆之子 |
| 魏獻子                            | 魏荼 《左傳》名魏舒            |          | ？─前509年以後      | 魏絳之子 《史記》誤作魏嬴之子、魏絳之孫     |
| 魏簡子                            | 魏取                           |          | ？─前509年          | 魏荼之子                                    |
| 魏襄子                            | 魏侈 一作魏哆 《左傳》作魏曼多 |          | 前508年─前482年以後 | 魏取之子 《史記》誤作魏荼之子               |
| 魏桓子 《韓非子》《說宛》作魏宣子 | 魏駒                           |          | ？─前446年          | 魏侈之子 《史記》誤作魏侈之孫               |

### 魏国君主
魏文侯、武侯及惠王在位年從楊寬《戰國史》考証
| 稱號     | 姓名 | 在位年數 | 在位年份                              | 關係         |
| -------- | ---- | -------- | ------------------------------------- | ------------ |
| 魏文侯   | 魏斯 | 50       | 前445年在位，前403年成為侯爵——前396年 | 魏桓子之子   |
| 魏武侯   | 魏擊 | 26       | 前395年——前370年                      | 魏文侯之子   |
| 魏惠王   | 魏罃 | 51       | 前369年，前334年稱王并改元——前319年   | 魏武侯之子   |
| 魏襄王   | 魏嗣 | 23       | 前318年——前296年                      | 魏惠王之子   |
| 魏昭王   | 魏遫 | 19       | 前295年——前277年                      | 魏襄王之子   |
| 魏安王   | 魏圉 | 34       | 前276年——前243年                      | 魏昭王之子   |
| 魏景湣王 | 魏午 | 15       | 前242年——前228年                      | 魏安王之子   |
| 魏王假   | 魏假 | 3        | 前227年——前225年                      | 魏景湣王之子 |

### 附：楚漢之際魏國君主
| 稱號 | 姓名 | 在位年數 | 在位年份         | 關係       |
| ---- | ---- | -------- | ---------------- | ---------- |
| 魏王 | 魏咎 | 1年      | 前208年          | 魏王假之弟 |
| 魏王 | 魏豹 | 3年      | 前208年－前206年 | 魏咎之弟   |

## 與夏朝關係
《戰國策》記載，魏國曾自稱為夏人後裔。其史書《竹書紀年》中也記載夏朝世系。

## 人物

### 公族
- 季成，又稱魏成子、樓季，魏文侯弟（《呂氏春秋》、《新序雜事》）
- 魏摯，一名魏訴，魏文侯子（《說苑》、《韓詩外傳》）
- 魏緩，一名魏元，魏武侯子（《魏世家》、《漢書·地理志》元城縣條）
- 山陽君（《楚策一》）
- 信陵君魏無忌

### 將領
- 翟角，一作翟員，伐齊（古本《竹書紀年》）
- 吳起（《吳起列傳》），先是师从孔的学生曾子，后又师从子夏，兵家兼法家。
- 西門豹（《滑稽列傳》）
- 樂羊（《韓非子》、《魏策一》）
- 李宗（《老子韓非列傳》）
- 公叔痤，又作公孫痤或公叔座（《魏世家》、《魏策一》、《呂氏春秋》）
- 龐涓（《孫武列傳》）
- 芒卯
- 公孫喜
- 巴甯（《魏策一》）
- 爨襄（《魏策一》）
- 龍賈（古本《竹書紀年》）
- 晉鄙（《魏策四》）
- 新垣衍

### 謀臣
- 任章（《魏策一》，《說苑》作任增，《韓非子》、《趙策一》作趙葭）
- 翟璜，一名翟觸（《呂氏春秋》、《新序雜事》）
- 樂騰（《呂氏春秋》、《新序雜事》）
- 王孫苟端（《呂氏春秋》、《新序雜事》）
- 屈侯鮒（《魏世家》）
- 段干木（《魏世家》），子夏学生，魏国初期将领之一。
- 田子方（《魏世家》），子夏学生，战国初期道代表人物之一。
- 李克（《魏世家》），一说即李悝，魏相（《韓非子》），子夏学生，战国时期法家早期代表人物之一。
- 堵師贊，一作睹師贊（《韓非子》《魏策一》）
- 任座（《呂氏春秋》）
- 趙倉唐，舍人（《韓詩外傳》《說苑》）
- 解扁（《淮南子》）
- 師經（《說苑》）
- 田文，一作商文，魏相（《吳起列傳》、《呂氏春秋》）
- 公叔，即魏相王錯（《魏策一》、《魏世家》、《吳起列傳》）
- 田繻
- 惠施（《莊子》、《荀子》、《韓非子》、《呂氏春秋》）
- 公孙衍
- 张仪
- 翟强
- 魏齐
- 范痤
- 孔斌
- 須賈
- 侯嬴

### 女性
- 大巫嫗（《滑稽列傳》）
- 公子傾，魏文侯女（《中山策》）

### 其他
- 卜商，字子夏（《魏世家》），孔子学生，儒家西河学派的创立者及领袖，其并未出仕于魏。
- 解狐（《韓詩外傳》）
- 荊伯柳（《韓詩外傳》）
- 朱亥

## 延伸阅读
[在维基数据编辑]
 《史記/卷044》，出自司馬遷《史記》